# William Lustig
William Lustig (* 1. Februar 1955 in New York City) ist ein US-amerikanischer Filmregisseur und -produzent.

## Leben
William Lustigs erste Regiearbeiten waren die Pornofilme The Violation of Claudia und Hot Honey, die er unter dem Pseudonym Billy Bagg drehte. Bekannt wurde er durch den in Zusammenarbeit mit Joe Spinell entstandenen Horrorfilm Maniac, den er 1980 auf den Filmfestspielen in Cannes vorstellte. 1988 drehte er den Horrorfilm Maniac Cop, für dessen beide Fortsetzungen er ebenfalls als Regisseur tätig war.
Seit 1996 konzentriert er sich auf seine Tätigkeit als ausführender Produzent im Filmgeschäft für Dokumentarfilme über die Filmbranche. Außerdem führt er das DVD-Unternehmen Blue Underground, das insbesondere Horror- und Exploitation-Filme veröffentlicht. 2012 war er an der Produktion von Alexandre Ajas Maniac beteiligt.

## Filmografie (Auswahl)
- 1977: The Violation of Claudia
- 1978: Hot Honey
- 1980: Maniac
- 1983: Streetfighters (Vigilante)
- 1988: Maniac Cop
- 1989: Mörderischer Irrtum (Hit List)
- 1989: Der Sunset-Killer (Relentless)
- 1990: Maniac Cop 2
- 1993: Maniac Cop 3: Badge of Silence
- 1996: Uncle Sam – I Want You Dead (Uncle Sam)